# Christian Rack
Christian Rack (* 21. September 1899 in Renquishausen; † 22. Juli 1983 in Saulgau) war ein deutscher Pädagoge und Politiker (CDU).

## Leben
Rack absolvierte eine Lehrerausbildung, trat als Studienrat in den Schuldienst ein und wurde später zum Oberstudienrat befördert. Ab 1957 war er als Oberstudiendirektor Leiter des Aufbaugymnasiums in Saulgau. 
Zum 1. Mai 1937 schloss er sich der NSDAP an (Mitgliedsnummer 4.968.713). Nach 1945 trat er in die CDU ein, für die er 1952 in die Verfassunggebende Landesversammlung von Baden-Württemberg gewählt wurde und seit 1953 dem Landtag von Baden-Württemberg angehörte. Er war direkt gewählter Abgeordneter des Wahlkreises Saulgau.
Anfang 1960 wurde der Vorwurf laut, Rack habe dem Sohn seines Vorgesetzten und Präsidenten des Oberschulamtes Tübingen Josef Zug zu besseren Noten verholfen, um ihm die Zulassung zum Abitur zu ermöglichen. Daraufhin bat Rack um Aufhebung seiner Immunität als Abgeordneter und beantragte ein Disziplinarverfahren. Zudem verzichtete er auf eine erneute Kandidatur für den Landtag bei der Wahl im Mai 1960, woraufhin Ministerpräsident Kurt Georg Kiesinger seinen Wahlkreis übernahm. In der Folgezeit untersuchte das Kultusministerium die Vorgänge und leitete ein Verfahren ein. Die gegen Rack erhobenen Vorwürfe konnten jedoch nicht erhärtet und ihm keine Pflichtverletzung nachgewiesen werden.